# (474042) 2016 GF237
(474042) 2016 GF237 es un asteroide que forma parte de los asteroides troyanos de Júpiter, descubierto el 24 de octubre de 2009 por el equipo del Mount Lemmon Survey desde el Observatorio del Monte Lemmon, Arizona, Estados Unidos.

## Designación y nombre
Designado provisionalmente como 2016 GF23.

## Características orbitales
2016 GF237 está situado a una distancia media del Sol de 5,321 ua, pudiendo alejarse hasta 5,479 ua y acercarse hasta 5,163 ua. Su excentricidad es 0,029 y la inclinación orbital 15,43 grados. Emplea 4483 días en completar una órbita alrededor del Sol.

## Características físicas
La magnitud absoluta de 2016 GF237 es 13,533.